# Yamagata Kyohei
Kyohei Yamagata (sinh ngày 7 tháng 9 năm 1981) là một cầu thủ bóng đá người Nhật Bản.

## Sự nghiệp câu lạc bộ
Kyohei Yamagata đã từng chơi cho Sanfrecce Hiroshima, Avispa Fukuoka và V-Varen Nagasaki.